# НХЛ у сезоні 1936—1937
НХЛ у сезоні 1936/1937 — 20-й регулярний чемпіонат НХЛ. Сезон стартував 5 листопада 1936. Закінчився фінальним матчем Кубка Стенлі 15 квітня 1937 між Детройт Ред-Вінгс та Нью-Йорк Рейнджерс перемогою «Ред-Вінгс» 3:0 в матчі та 3:2 в серії. Це друга перемога в Кубку Стенлі Детройта.

## Підсумкові турнірні таблиці

### Канадський дивізіон
| Команда            | І  | В  | П  | Н | Очки | ШЗ  | ШП  |
| ------------------ | -- | -- | -- | - | ---- | --- | --- |
| Монреаль Канадієнс | 48 | 24 | 18 | 6 | 54   | 115 | 111 |
| Монреаль Марунс    | 48 | 22 | 17 | 9 | 53   | 126 | 110 |
| Торонто Мейпл-Ліфс | 48 | 22 | 21 | 5 | 49   | 119 | 115 |
| Нью-Йорк Амеріканс | 48 | 15 | 29 | 4 | 34   | 122 | 161 |

### Американський дивізіон
| Команда            | І  | В  | П  | Н | Очки | ШЗ  | ШП  |
| ------------------ | -- | -- | -- | - | ---- | --- | --- |
| Детройт Ред-Вінгс  | 48 | 25 | 14 | 9 | 59   | 128 | 102 |
| Бостон Брюїнс      | 48 | 23 | 18 | 7 | 53   | 120 | 110 |
| Нью-Йорк Рейнджерс | 48 | 19 | 20 | 9 | 47   | 117 | 106 |
| Чикаго Блек Гокс   | 48 | 14 | 27 | 7 | 35   | 99  | 131 |

## Найкращі бомбардири
| Гравець       | Команда            | І  | Г  | П  | О  |
| ------------- | ------------------ | -- | -- | -- | -- |
| Свіні Шрінер  | Нью-Йорк Амеріканс | 48 | 21 | 25 | 46 |
| Сіл Еппс      | Торонто Мейпл-Ліфс | 48 | 16 | 29 | 45 |
| Марті Беррі   | Детройт Ред-Вінгс  | 48 | 17 | 27 | 44 |
| Ларрі Орі     | Детройт Ред-Вінгс  | 45 | 23 | 20 | 43 |
| Башер Джексон | Торонто Мейпл-Ліфс | 46 | 21 | 19 | 40 |

## Плей-оф

### Попередній раунд
| - 23 березня. Бостон - Монреаль Марунс 1:4 - 25 березня. Монреаль Марунс - Бостон 0:4 - 28 березня. Бостон - Монреаль Марунс 4:1 Серія: Монреаль Марунс - Бостон 2-1 | - 23 березня. Нью-Йорк Рейнджерс - Торонто 3:0 - 25 березня. Торонто - Нью-Йорк Рейнджерс 1:2 Серія: Нью-Йорк Рейнджерс - Торонто 2-1 |

### Півфінали
| - 23 березня. Монреаль Канадієнс - Детройт 0:4 - 25 березня. Монреаль Канадієнс - Детройт 1:5 - 27 березня. Детройт - Монреаль Канадієнс 1:3 - 30 березня. Детройт - Монреаль Канадієнс 1:3 - 1 квітня. Детройт - Монреаль Канадієнс 2:1 3ОТ Серія: Детройт - Монреаль Канадієнс 3-2 | - 1 квітня. Н-Й Рейнджерс - Монреаль Марунс 1:0 - 3 квітня. Монреаль Марунс - Н-Й Рейнджерс 0:4 Серія: Н-Й Рейнджерс - Монреаль Марунс 2-0 |

### Фінал
- 6 квітня. Детройт - Н-Й Рейнджерс 1:5
- 8 квітня. Н-Й Рейнджерс - Детройт 2:4
- 11 квітня. Н-Й Рейнджерс - Детройт 1:0
- 13 квітня. Н-Й Рейнджерс - Детройт 0:1
- 15 квітня. Н-Й Рейнджерс - Детройт 0:3

Серія: Детройт - Н-Й Рейнджерс 3-2
Найкращий бомбардир плей-оф
| Гравець     | Клуб    | І  | Г | П | О  |
| ----------- | ------- | -- | - | - | -- |
| Марті Беррі | Детройт | 10 | 4 | 7 | 11 |

## Призи та нагороди сезону
| Нагороди                 | Гравець     | Команда            |
| ------------------------ | ----------- | ------------------ |
| Пам'ятний трофей Колдера | Сіл Еппс    | Торонто Мейпл-Ліфс |
| Пам'ятний трофей Гарта   | Бейб Сіберт | Монреаль Канадієнс |
| Приз Леді Бінг           | Марті Беррі | Детройт Ред-Вінгс  |
| Трофей Везини            | Нормі Сміт  | Детройт Ред-Вінгс  |

| Нагорода               | Клуб               |
| ---------------------- | ------------------ |
| Приз принца Уельського | Детройт Ред-Вінгс  |
| Приз О'Брайна          | Монреаль Канадієнс |
| Кубок Стенлі           | Детройт Ред-Вінгс  |

## Команда всіх зірок
| Перша команда                     | Позиція              | Друга команда                    |
| --------------------------------- | -------------------- | -------------------------------- |
| Нормі Сміт, Детройт Ред-Вінгс     | Воротар              | Вілф Кьюд, Монреаль Канадієнс    |
| Бейб Сіберт, Монреаль Канадієнс   | Захисник             | Ерл Зайберт, Чикаго Блек Гокс    |
| Еббі Гудфеллоу, Детройт Ред-Вінгс | Захисник             | Ліонель Конахер, Монреаль Марунс |
| Марті Беррі, Детройт Ред-Вінгс    | Центральний нападник | Арт Чепмен, Нью-Йорк Амеріканс   |
| Ларрі Орі, Детройт Ред-Вінгс      | Правий нападник      | Сесіл Діллон, Нью-Йорк Рейнджерс |
| Башер Джексон, Торонто Мейпл-Ліфс | Лівий нападник       | Свіні Шрінер, Нью-Йорк Амеріканс |
| Джек Адамс, Детройт Ред-Вінгс     | Тренер               | Сесіл Гарт, Монреаль Канадієнс   |

## Дебютанти сезону
Список гравців, що дебютували цього сезону в НХЛ.
- Боббі Бауер, Бостон Брюїнс
- Мілт Шмідт, Бостон Брюїнс
- Браян Гекстолл, Нью-Йорк Рейнджерс
- Сіл Еппс, Торонто Мейпл-Ліфс
- Горді Дріллон, Торонто Мейпл-Ліфс
- Турк Брода, Торонто Мейпл-Ліфс

## Завершили кар'єру
Список гравців, що завершили виступати в НХЛ.
- Бан Кук, Бостон Брюїнс
- Сільвіо Манта, Бостон Брюїнс
- Енді Блер, Чикаго Блек Гокс
- Гові Моренц, Монреаль Канадієнс
- Джордж Гейнсворт, Монреаль Канадієнс
- Алек Коннелл, Монреаль Марунс
- Герольд Коттон, Нью-Йорк Амеріканс
- Гаррі Олівер, Нью-Йорк Амеріканс
- Лорн Шабо, Нью-Йорк Амеріканс
- Рой Вортерс, Нью-Йорк Амеріканс
- Білл Кук, Нью-Йорк Рейнджерс
- Мюррей Мердок, Нью-Йорк Рейнджерс
- Кінг Кленсі, Торонто Мейпл-Ліфс
- Френк Фінніган, Торонто Мейпл-Ліфс